# Catedral de la Asunción (Majuro)
La Catedral de la Asunción o simplemente Catedral de Majuro (en inglés: Cathedral of the Assumption) es un templo católico que se encuentra en Majuro (también llamada Delap-Uliga-Darrit), la capital de las Islas Marshall en Oceanía. Es la sede de la prefectura apostólica de las Islas Marshall, que cubre todo el país, así como el atolón de Wake (dependiente de Estados Unidos). Se encuentra en el centro de la ciudad.
El actual prefecto apostólico es Raymundo Sabio.
Fue construida en 1898, con la llegada de los misioneros de la Orden del Sagrado Corazón al atolón de Majuro. Se separa de la diócesis de las Carolinas y las Islas Marshall el 23 de abril de 1993, bajo el papa Juan Pablo II.
A pesar de que los católicos son relativamente pocos en el territorio de la prefectura apostólica (sólo el 8,4% de la población), esta cubre un área casi tan grande como los Estados Unidos.